# Encarsiella amabilis
Encarsiella amabilis är en stekelart som beskrevs av Huang och Andrew Polaszek 1996. Encarsiella amabilis ingår i släktet Encarsiella och familjen växtlussteklar. Inga underarter finns listade i Catalogue of Life.